# Hipposideros curtus
Hipposideros curtus је сисар из реда слепих мишева и фамилије Hipposideridae.

## Угроженост
Ова врста се сматра рањивом у погледу угрожености врсте од изумирања.

## Распрострањење
Ареал врсте је ограничен на мањи број држава. 
Врста је присутна у Камеруну и Екваторијалној Гвинеји.

## Станиште
Станишта врсте су шуме и пустиње до 500 метара надморске висине.